# 長野式
長野式(ながのしき)は、はり・きゅう師、長野潔(ながの きよし)によって創始・体系づけられた鍼・灸における治療法のひとつ。東洋医学のみならず西洋医学をも重視しつつ弱体化した免疫力を回復すること等を主軸として疾病や不調を治癒・回復させる施術方法を特徴とする。ひとつまたは複数の経穴を組み合わせた個別の施術法に「～処置」という名称を付して呼び、所見や目的に応じて運用する。